# Sara Mustonen
Sara Mustonen (Höganäs, 8 de febrero de 1981) es una ciclista sueca. Debutó como profesional en 2007 tras acabar 6.ª en el Campeonato de Suecia en Ruta siendo aún amateur. En su segundo año como profesional obtuvo su mejor victoria a nivel profesional al imponerse en el Tour de Polonia Femenino ello la dio acceso a participar en la prueba en ruta de los Juegos Olímpicos de Pekín 2008 donde acabó 56.ª. Además, desde el 2009 ha participado en todos los Mundiales en Ruta de forma consecutiva aunque nunca ha logrado ganar ningún campeonato de su país -pese a ello si ha ganado más de una decena de carreras amateurs sn su país, sobre todo en sus primeros años como profesional-.

## Palmarés
2008
- Tour de Polonia Femenino

2009
- 1 etapa de la Albstadt-Frauen-Etappenrennen

2010
- 3.ª en el Campeonato de Suecia Contrarreloj
- 3.ª en el Campeonato de Suecia en Ruta

2011
- 3.ª en el Campeonato de Suecia Contrarreloj

2014
- 3.ª en el Campeonato de Suecia en Ruta

2015
- 2.ª en el Campeonato de Suecia Contrarreloj
- 2.ª en el Campeonato de Suecia en Ruta

2019
- Tour de Upsala, más 1 etapa

## Resultados en Grandes Vueltas y Campeonatos del Mundo
Durante su carrera deportiva consiguió los siguientes puestos en las Grandes Vueltas femeninas y en los Campeonatos del Mundo en carretera:
| Carrera         | Carrera         | 2007 | 2008 | 2009 | 2010 | 2011 | 2012 | 2013 | 2014 | 2015 | 2016 | 2017 | 2018 | 2019 |
| --------------- | --------------- | ---- | ---- | ---- | ---- | ---- | ---- | ---- | ---- | ---- | ---- | ---- | ---- | ---- |
|                 | Giro de Italia  | —    | —    | —    | —    | 60.ª | 78.ª | —    | 63.ª | Ab.  | —    | —    | —    | —    |
|                 | Tour de l'Aude  | —    | —    | —    | —    | X    | X    | X    | X    | X    | X    | X    | X    | X    |
|                 | Grande Boucle   | —    | —    | —    | X    | X    | X    | X    | X    | X    | X    | X    | X    | X    |
| Mundial en Ruta | Mundial en Ruta | —    | —    | Ab.  | 45.ª | 93.ª | Ab.  | Ab.  | 49.ª | Ab.  | 17.ª | —    | —    | —    |

—: no participa

Ab.: abandono

X: ediciones no celebradas

## Equipos
- S.C. Michela Fanini Record Rox (2007)
- Team Cmax Dila (2008)[5]
- Hitec Products UCK (2009[6] -2012)
  - Team Hitec Products UCK (2009[6]-2011)
  - Hitec Products-Mistral Home Cycling Team (2012)
- Faren-Kuota (2013)
- Team Giant/Liv (2014-2016)[7]
  - Team Giant-Shimano (2014)
  - Team Liv-Plantur (2015-[7] 2016)
- Virtu (2017)
- Experza-Footlogix (2018)
- Health Mate (01.2019-03.2019)